# Kernera saxatilis
Kernera saxatilis — вид квіткових рослин з родини капустяних (Brassicaceae). Ареал: Європа (Албанія, Австрія, Болгарія, Словаччина, Франція (у т. ч. Корсика), Німеччина, Греція, Італія, Польща, Румунія, Іспанія, Швейцарія, Боснія і Герцеговина, Хорватія, Чорногорія, Сербія, Словенія).

## Екологія
Населяє ущелини скель, неглибокі ґрунти на скелях. Зустрічається переважно на вапнякових субстратах.

## Біоморфологічна характеристика

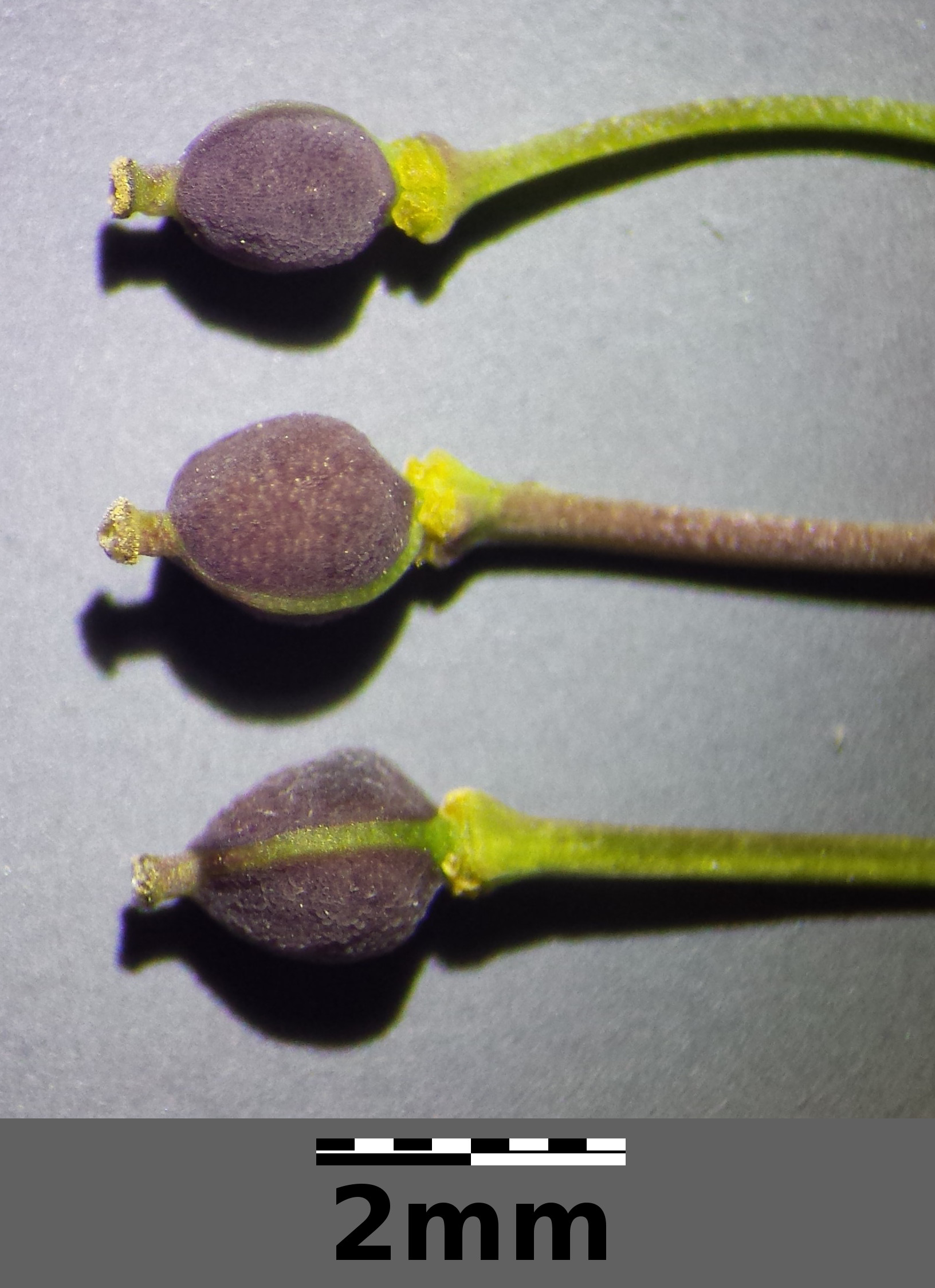
Плоди

Багаторічна трав'яниста рослина, гола або злегка запушена. Стебла 5–40 см, тонкі, прямовисні, малолисті, прості або гіллясті, знизу запушені. Нижні листки в розетці, короткочерешкові, оберненояйцеподібні, цілокраї, зубчасті або виїмчасто-перистороздільні, 11–50(67) × 2–6.5 мм, темно-зелені, прилегло запушені; верхні — сидячі, обернено-лопатчаті або лінійні, зазвичай тупі або злегка вирізані, рідко гострі, зменшуються до верхівки. Чашолистки розпростерті, 1.5–1.7 мм. Пелюстки білі, 2.5–4 мм завдовжки. Короткі стручки еліпсоїдні або оберненояйцеподібні, 2–3.5 × 1.8–2.5 мм, голі; квітконіжки до 14 мм. Насіння злегка крилате вгорі, по 6 у 2 ряди. Період цвітіння: травень — серпень.